# Dominique Lauzon
 (juin 2007).
 (octobre 2022).
Si vous disposez d'ouvrages ou d'articles de référence ou si vous connaissez des sites web de qualité traitant du thème abordé ici, merci de compléter l'article en donnant les références utiles à sa vérifiabilité et en les liant à la section « Notes et références ».
Pour les articles homonymes, voir Lauzon.
Dominique Lauzon (né à Montréal en 1951) est un poète et essayiste québécois. Il est aussi libraire, correcteur d’épreuves et rédacteur. Il participe activement à la diffusion de la poésie et il lit régulièrement ses poèmes lors de lectures publiques. Il est membre de l’Union des écrivaines et des écrivains québécois (Uneq).

## Recueils
Si La vie simple (1975), son premier recueil de poèmes, témoigne à sa façon d’une parenthèse de huit années vécues dans de petites municipalités des Laurentides, Artères (1976), qui marque son retour à la vie montréalaise, laisse entrevoir le goût de l’auteur pour les recherches formelles, l’élaboration d’une thématique précise pour chaque recueil et un lyrisme toujours présent.
Dominique Lauzon est bachelier (1975) du French Canada Studies Program de l’université McGill, un programme d’études centré sur l’histoire politique et sociale de la société québécoise, avec volet en littérature québécoise. 
À sa passion pour la littérature et la culture d’ici, s’ajoute un intérêt pour les auteurs dits « de la modernité », et pour les arts et lettres d’ailleurs.  C’est ce qui amène Dominique Lauzon à devenir membre d’une revue interculturelle, Dérives. De 1978 à 1984, il participe à l’élaboration et à la production de cette revue, y faisant aussi paraître des poèmes et des notes de lecture.
Parallèlement, ses poèmes sont aussi publiés par les revues Liberté, Possibles, La nouvelle barre du jour et Estuaire.
Puis deux nouveaux recueils sont édités : Autrement l’équilibre (1986) et Portraits du souffle possible (1988).
Avec Autrement l’équilibre s’ouvre un cycle ayant pour thème la famille.  Un essai, paru aux Éditions de l’Orchidée en 1995, traite spécifiquement de cette question.
Quant au recueil Les raisons du monde (1998), il présente une série de poèmes ayant pour sujet principal les relations père-fils. Il s’agit d’abord et avant tout d’une réflexion sur le rôle de père. Mais l’auteur y traite aussi bien de l’acceptation sociale, de la révolte face aux idées reçues et de l’identité, personnelle mais aussi collective.
À l’automne 2002, les Écrits des Forges font paraître Un sourire à la limite, premier recueil d’un nouveau cycle poétique.  Suivront, chez le même éditeur, Au milieu de nous sans équivoque et Un livre une fois, dont la publication est prévue pour 2006.
Un sourire à la limite transporte le lecteur dans un lieu physique et psychologique précis : la solitude et la recherche d’une partenaire poussent le narrateur à chercher l’amour dans un bar-rencontre, autour d’une piste de danse. La musique rythme ses questionnements; et l’apprivoisement de soi, de ses comportements, mène aux autres, à l’Autre, plus précisément.
Paru aux Écrits des Forges, en coédition avec Mantis Editores, un éditeur de poésie mexicain, Un sourire à la limite présente la version espagnole et le texte français d’origine sur des pages qui se font face. La traduction en a été faite par Luis Armenta Malpica et Gabriel Martìn. 
Les Écrits des Forges et Mantis Editores ont commencé, avec Un sourire à la limite, une nouvelle collection internationale, publiant pour la première fois directement le recueil au Québec et au Mexique, en français et en espagnol. Un sourire à la limite n’avait fait l’objet d’aucune publication au préalable.
En septembre 2003, Au milieu de nous sans équivoque, le second volet de ce cycle, est lancé par Les Écrits des Forges. Cette fois, le propos porte d’abord sur l’amour qui prend place, qui prend corps, qui prend vie. « Toute rencontre est d’abord sonore », et toute rencontre est aussi une découverte de tous les sens. Et, dans tous les sens… aimer peut naître, et s’il le fait, il « se construit / loin du calme et du silence », avec toute l’intensité possible. 
Depuis 2001, des extraits de Au milieu de nous sans équivoque et Un livre une fois ont paru dans les revues suivantes : au Québec, dans la revue de poésie Estuaire; en Belgique, dans Le Spantole et dans l’arbre à paroles . 
En France, des poèmes inédits ont paru dans une anthologie de la poésie québécoise actuelle, Poésie 1 Vagabondages (le cherche midi éditeur, septembre 2002). 
Bernardo Ruiz, traducteur, poète et romancier de Mexico, a traduit en espagnol des extraits du recueil Les raisons du monde. Ces poèmes ont paru au Mexique dans le magazine national El universo del Bùho en 2002.
En décembre 2003, à l’occasion du Salon du livre de Guadalajara, où le Québec est le pays invité d’honneur, la revue culturelle Luvina, liée à l’Université de Guadalajara, présente un dossier sur la littérature québécoise. On y présente, en traduction espagnole, un inédit de Dominique Lauzon. 
La version intégrale du recueil Les raisons du monde, dont le tirage initial est épuisé, est disponible au Mexique depuis l’automne 2004, en édition bilingue, dans une traduction de monsieur Ruiz éditée par Plan C editores, de Mexico, en coédition avec les Écrits des Forges. 
« Las razones del mundo/Les raisons du monde » est disponible au Québec depuis le printemps 2005.
Au printemps 2006, Les Écrits des Forges ont publié Un livre, une fois, le troisième volet du cycle des amours commencé en 2001.

## Chronologie paralittéraire
- 1979 - Invitation à la Rencontre internationale des écrivains, organisée par la revue Liberté.
- 1980 - Participation à la Nuit de la poésie, le 28 mars 1980, à Montréal. Cette lecture  publique a été organisée, produite et filmée intégralement par Jean-Claude Labrecque et Jean-Pierre Masse pour l'Office national du film (ONF).
- 1986 - Invitation  au Festival international de la poésie de Trois-Rivières. Lecture à la Grande soirée de clôture.
- 1999 - Michel Garneau, animateur et producteur de l’émission Les décrocheurs d’étoiles, à la chaîne culturelle de Radio-Canada, lit intégralement Les raisons du monde, accompagnant sa lecture d’improvisations au piano.
- 1999 - Invitation au Festival international de la poésie de Trois-Rivières.
- 2001 - Organisation d’une soirée de poésie, intitulée En vers et pour tous, avec José Acquelin et Mireille Cliche, produite par l’Union des écrivaines et écrivains (Uneq) et diffusée en direct sur les ondes radiophoniques de CIBL, à Montréal. Soirée animée par Violaine Forest, sur la scène du Lion d’or. Dans le cadre de la Journée mondiale de la poésie, le 21 mars.
- 2001 - Participation à L’autre portrait, une exposition de poèmes et de photos au bar Le Zénob, de Trois-Rivières, en octobre. Un livre a été tiré de cette exposition : Le livre : l’autre portrait (Éditions d’art Le Sabord, 2001). Le projet était sous la direction de Réjean Bonenfant, en collaboration avec la Société des écrivains de la Mauricie.
- 2002 - Invitation à une lecture publique au Marché de la poésie de Montréal, en mai.
- 2003 - Invitation à participer et à faire une lecture publique à la Rencontre québécoise internationale des écrivains, qui a lieu à Québec du 4 au 7 avril, sous le thème « L’écrivain et New York ».
- 2004 - Entrevue avec Christine Balta, animatrice de l’émission La vie d’artiste, diffusée par CIBL, une station de radio montréalaise, le 24 novembre 2004.
- 2004 - La poésie prend le métro : un extrait de Les raisons du monde est choisi pour le projet des éditions Arcade, en collaboration avec la société de transport de Montréal (STM), qui a pour thème l’espoir, et qui consiste à afficher de la poésie sur les babillards électroniques du métro de Montréal. Ces extraits de poèmes sont ensuite publiés (2004) sous forme d’anthologie coéditée avec l’éditeur parisien Le Temps des Cerises, au Québec et en France.
- 2005 - La poésie prend le métro : un second volet du même projet, sous le thème de la joie, choisit cette fois un extrait de Portraits du souffle possible à afficher sur les babillards électroniques du métro de Montréal. À partir de janvier 2005.
- 2005 - Participe à Exit sur scène, soirée pour célébrer le 10e anniversaire de la revue Exit. Lecture publique faite le 4 mars sur la scène du cabaret Lion d’or, de Montréal.

Depuis 1978, Dominique Lauzon a participé à de nombreuses autres lectures de poésie à Québec, Montréal, Sept-Îles et Hull, au Québec. Et, à deux reprises, à Guadalajara, au Mexique, en novembre 2001 et en novembre 2003, cette dernière lecture ayant été faite dans le cadre de la Foire du livre de Guadalajara où le Québec était à l’honneur.
Depuis 2000 jusqu’en 2004, Dominique Lauzon a  été animateur et présentateur de lectures de poésie de toutes les éditions du Festival International de Poésie de Trois-Rivières, en septembre de chaque année.
Entre 2000 et 2005, Dominique Lauzon est agent de promotion des Écrits de Forges dans tous les salons du livre du Québec et à la XVIIe Feria Internacional del libro de  Guadalajara, Mexique (2003). Et pour tous les lancements des mêmes éditions.